# Sông Ket
Sông Ket (tiếng Nga: Кеть), tại đoạn thượng nguồn còn gọi là sông Ket lớn (Большая Кеть), là một con sông tại Krasnoyarsk krai và tỉnh Tomsk của Nga, chi lưu bên phải của sông Obi. Chiều dài tổng cộng của nó là 1.621 km. Diện tích lưu vực đạt 94.200 km². Nó bị đóng băng vào cuối tháng 10-đầu tháng 11 và chỉ tan băng vào cuối tháng 4-đầu tháng 5 năm sau. Các sông nhánh chính của nó bao gồm sông Sochur, sông Orlovka, sông Lisitsa, sông Ket nhỏ, sông Mendel, sông Elovaya, sông Chachamga v.v.
Cuối thế kỷ 19, kênh đào Obi-Enisei đã được xây dựng để nối sông Ket với sông Kas để chảy vào sông Enisei. Dự án này làm cho sông Ket là một phần của đường thủy nối lưu vực sông Obi River với lưu vực sông Enisei. Rất không may là do nó dài nhưng nông, không thuận tiện trong định vị và bị đóng băng trong phần lớn thời gian của năm, nên kênh đào này đã không thể cạnh tranh được với đường sắt xuyên Siberi, và đã bị bỏ rơi năm 1921.